# Рапти Бобани (Равно)
Рапти Бобани је насељено место у општини Равно која административно припада Херцеговачко-неретванском кантону, Федерација БиХ, Босна и Херцеговина. Рапти Бобани је подељено међуентитетском линијом између града Требиња и општине Равно. Према попису становништва из 2013. у насељу је живело 2 становника.

## Становништво
Према попису становништва из 2013. године у месту је било 2 становника. Насеље је у потпуности настањено Србима.
| Национални састав према попису из 2013.‍ | Национални састав према попису из 2013.‍ | Национални састав према попису из 2013.‍ | Национални састав према попису из 2013.‍ | Национални састав према попису из 2013.‍ |
| --------------------------------------- | --------------------------------------- | --------------------------------------- | --------------------------------------- | --------------------------------------- |
|                                         |                                         |                                         |                                         |                                         |
| Срби                                    | Срби                                    |                                         | 2                                       | 100%                                    |
| Укупно: 2                               |                                         |                                         |                                         |                                         |

Ранији пописи:
| Националност | 1991.     | 1981.     | 1971.     | 1961.     |
| Срби         | 24 (100%) | 37 (100%) | 72 (100%) | 96 (100%) |
| Укупно       | 24        | 37        | 72        | 96        |